# Храм-пам'ятник Різдва Христового
Церква-пам'ятник Різдва Христового (болг. Храм-паметник Рождество Христово) — чинна церква Шипкинського монастиря, пам'ятка культури національного значення, перший пам'ятник болгаро-російській дружбі, на території Болгарії. Знаходиться на південному боці Шипкинського перевалу, на  околиці міста Шипка.
Всередині церкви і на стінах відкритих галерей встановлені 34 мармурові плити з назвами військових частин, що брали участь в боях за Шипку, а також  з іменами російських солдат і офіцерів, і болгарських ополченців, які загинули під час оборони Шипки і в боях біля міст Казанлик і Стара-Загора. В саркофагах у крипті церкви покояться останки героїв. Дзвони відлиті в Росії — на їх виробництво російське військове відомство виділило близько 30 тонн стріляних гільз. Найбільший дзвін важить 11 643 кг і є особистим подарунком імператора Миколи II.

## Історія
Ідея будівництва церкви, його задум належить Ользі Миколаївні Скобелєвій, матері прославленого генерала Скобелєва. Задум став всенародною справою, кошти на його реалізацію стікалися від цивільних і військових організацій, численних жертводавців, звичайних громадян Росії та Болгарії. Комітет з будівництва очолив граф Микола Павлович Ігнатьєв. Воля меценатів була такою, що церква створена для молитовного поминання воїнів-визволителів, тому, як і собор бл. кн. Олександра Невського в Софії, вона отримала найменування «церкви-пам'ятника».

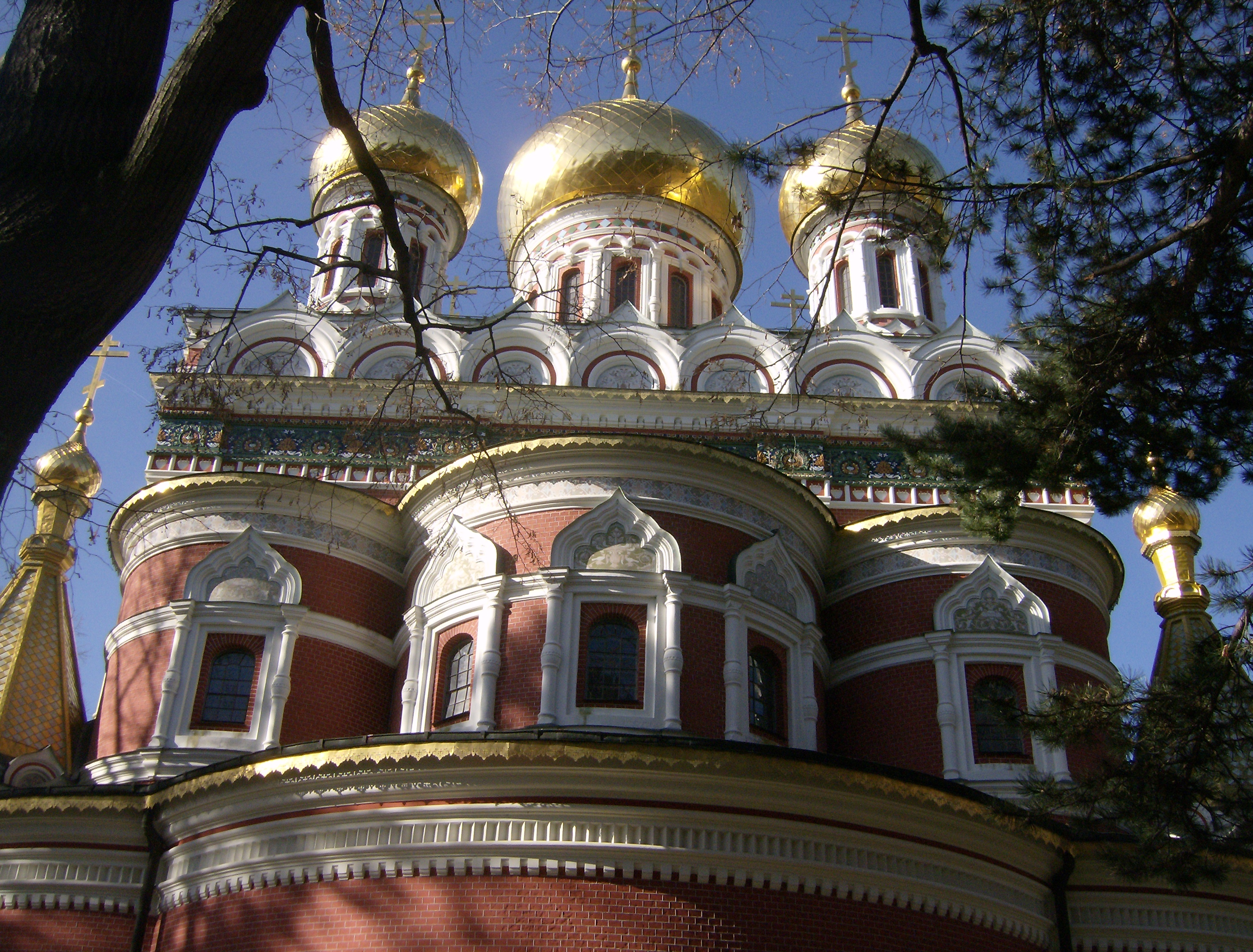

Будівництво згідно  проекту архітектора А. Й. Томишко почалося в 1885 році. До складу комітету входили П. А. Васильчиков, В. П. Мелницький, принц Олексій Миколайович Церетелі, князь Євген Максиміліанович Ліхтенберський та інші.
Будівництво завершилося в 1902 році. Комплекс церкви-пам'ятника складався з церкви, монастирського корпусу, готелю для паломників, притулку та духовної семінарії. Церква хрестостокупольна, з квадратним наосом і трьома апсидами. Його образ навіяний мотивами ярославської школи церковної архітектури XVII століття.
Офіційна церемонія відкриття відбулася 27 вересня 1902 року, граф Микола Ігнатьєв виголосив урочисту промову, з нагоди 25-ї річниці шипкинськой епопеї. Спеціально для цього випадку з Росії прибула імперська делегація, до складу якої входили Михайло Іванович Драгомиров, Микола Григорович Столєтов, Костянтин Чиляєв, граф Михайло Павлович Толстий та інші. В крипті церкви встановили 17 надгробків з останками загиблих російських воїнів. Семінарія так і не відкрилася з церковно-політичних причин.
Церква мала статус монастиря та підпорядковувався безпосередньо Російському святійшому синоду, причт надсилали з Троїце-Сергієвої лаври.
Настоятелями церкви були ієромонах Геннадій (1902-04), ієромонах Ферапонт (1904-14) та ієромонах Максим (1914-15). Після 1915 року, коли Болгарія оголосила війну Росії, ієромонах Максим відбув у Росію, а церква та його майно охороняли два послушники, які прибули з Троїце-Сергієвої лаври ще до війни, — Микола Чернов і Павло Щоткін. 8 лютого 1917 року вони були несподівано інтерновані болгарською владою, а церква та прилеглі до неї будівлі захоплені. Коли 6 листопада 1918 року М.Чернов та П.Щоткін були звільнені й повернулись до служіння, вони застали церкву та її майно розграбованим.
26 жовтня 1921 року в церкву вперше після Першої світової війни був призначений настоятель — о. Антоній (Троепольский), по недільним та святковим дням відновилися богослужіння. Починаючи з 1924 року на службу в церкву призначалися різні священнослужителі без права займати посаду настоятеля, а адміністративне управління церквою здійснював Комітет у справах російських біженців в Болгарії, який назначав керуючими світських осіб. В будівлях, що примикають до церкви, з 1923 р. діяв Притулок для калік і хроніків Російського Товариства Червоного Хреста, а з 1928 р. — Шипкинський інвалідний будинок Союзу Російських Інвалідів в Болгарії (в 1942 р. об'єднані в Притулок для інвалідів та хворих іноземців, з 1955 р. будинок пристарілих).
5 серпня 1934 року церкву та прилеглі до нього будівлі передані СРСР Болгарії. 30 жовтня 1945 року церква передана у юрисдикцію Московського Патріархату. 1 січня 1948 р. передано Військовому міністерству НРБ. Російське благочиння існувало до 10 листопада 1952 р., останній російський священник, о. Йосип (Гордєєв), служив до вересня 1968 р. У липні 1967 року церкву передано Комітету з мистецтва та культури НРБ. 27 грудня 2004 р. переданий Болгарській Православній церкві.
Внутрішній розпис церкви проведена в 1959 році за Патріарха Олексія I на кошти Московської Патріархії художником Н. Е. Ростовцевим з колективом художників.
На території Болгарії є понад 450 пам'ятників, які присвячені російським визволителям (так болгари називають всіх учасників російсько-турецької війни 1877—1878 років), але це вважається найкрасивішим і вражаючим.
3 березня 2003 року президент Росії Володимир Путін відвідав його разом з болгарським президентом Георгієм Пирвановим.

## Російський цвинтар на Шипці
Недалеко від церкви знаходиться Російський цвинтар на Шипці — недіючий некрополь генералів, офіцерів та солдатів Російської Імператорської армії, що опинилися після 1917 року в Болгарії і проживали в притулку Російського Товариства Червоного Хреста для калік і старих воїнів при Шипкинськом монастирі. Кладовище виникло на початку 1920-х років і існувало до 1936 р. До початку 2010-х прийшло в запустіння і практично повністю злилося з гірським лісом.
20 червня 2013 року був створений ініціативний комітет по відродженню кладовища, а 13 серпня 2013 року в Болгарії була оголошена національна кампанія з відновлення кладовища, розроблений проект його мемориалізациї та облаштування.
27 лютого 2014 року поруч з церквою був відкритий мармуровий меморіальний знак в пам'ять усіх похованих на Руському цвинтарі у 1920-1970-х роках. В 2013-16 рр. територія кладовища була очищена волонтерами і стала доступною для відвідування.
У 2016 р. в Москві видано книгу «Російська некрополь на Шипці» (автор — нащадок похованого на місцевому цвинтарі офіцера, білоруський письменник В'ячеслав Бондаренко) — докладний опис історії російських інвалідних будинків на Шипці і біографії 467 російських емігрантів, похованих у 1922-86 рр. на місцевих кладовищах.

## Настоятелі
- ієромонах Геннадій (1902—1904)
- ієромонах Ферапонт (1904—1914)
- ієромонах Максим (1914—1915)
- о. Антоній (Троєпольскій) (1921—1922)
- о. Потапій (Лызлов) (1922 — ?)
- о. Микола (князь Ухтомський) (1930—1934)
- о. Кирило (1936 — ?)
- о. Петро (Ісаєв) (1939 — ?)
- архімандрит Сергій (Чернов) (1946 — †2 травня 1961)

## Світлини

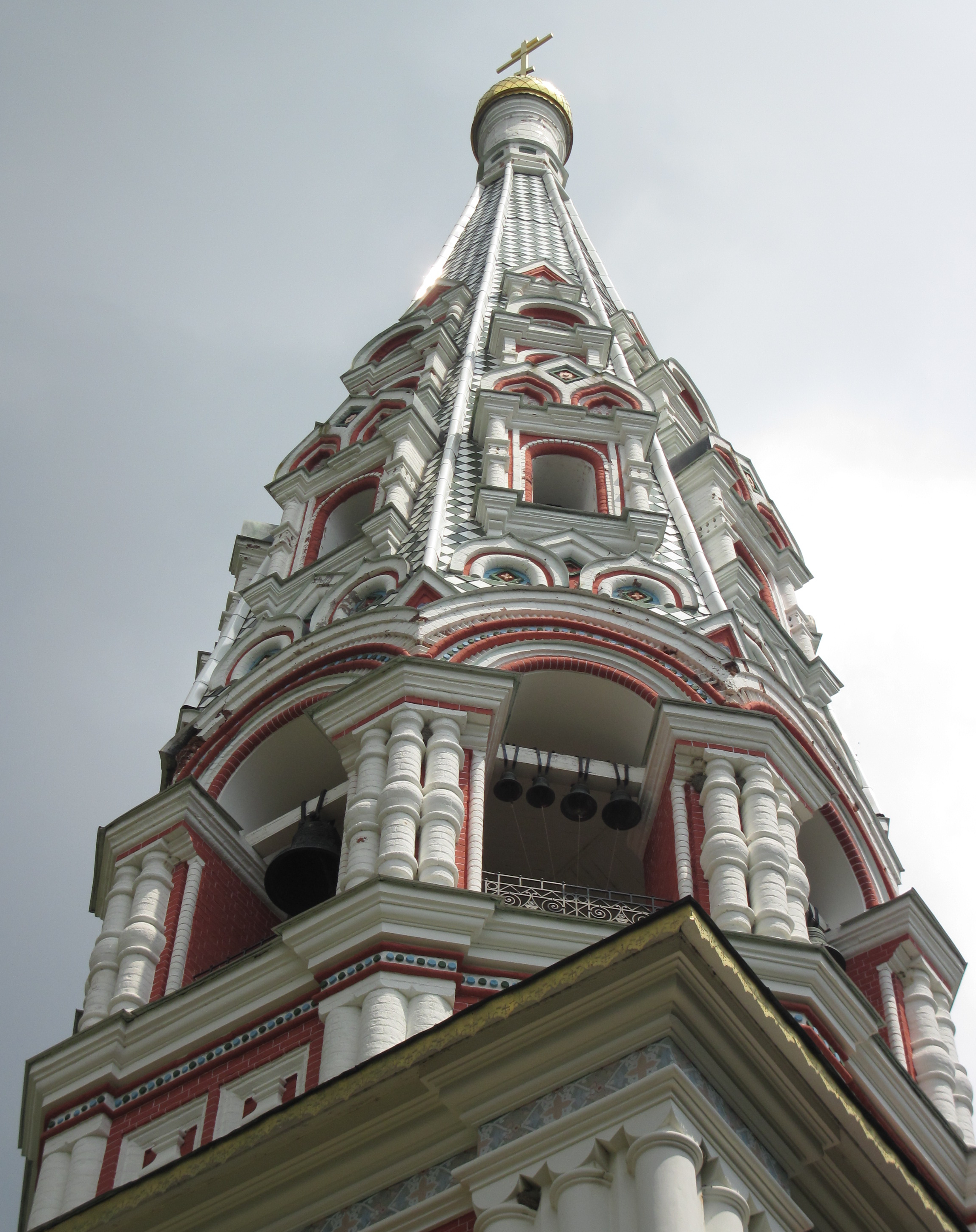
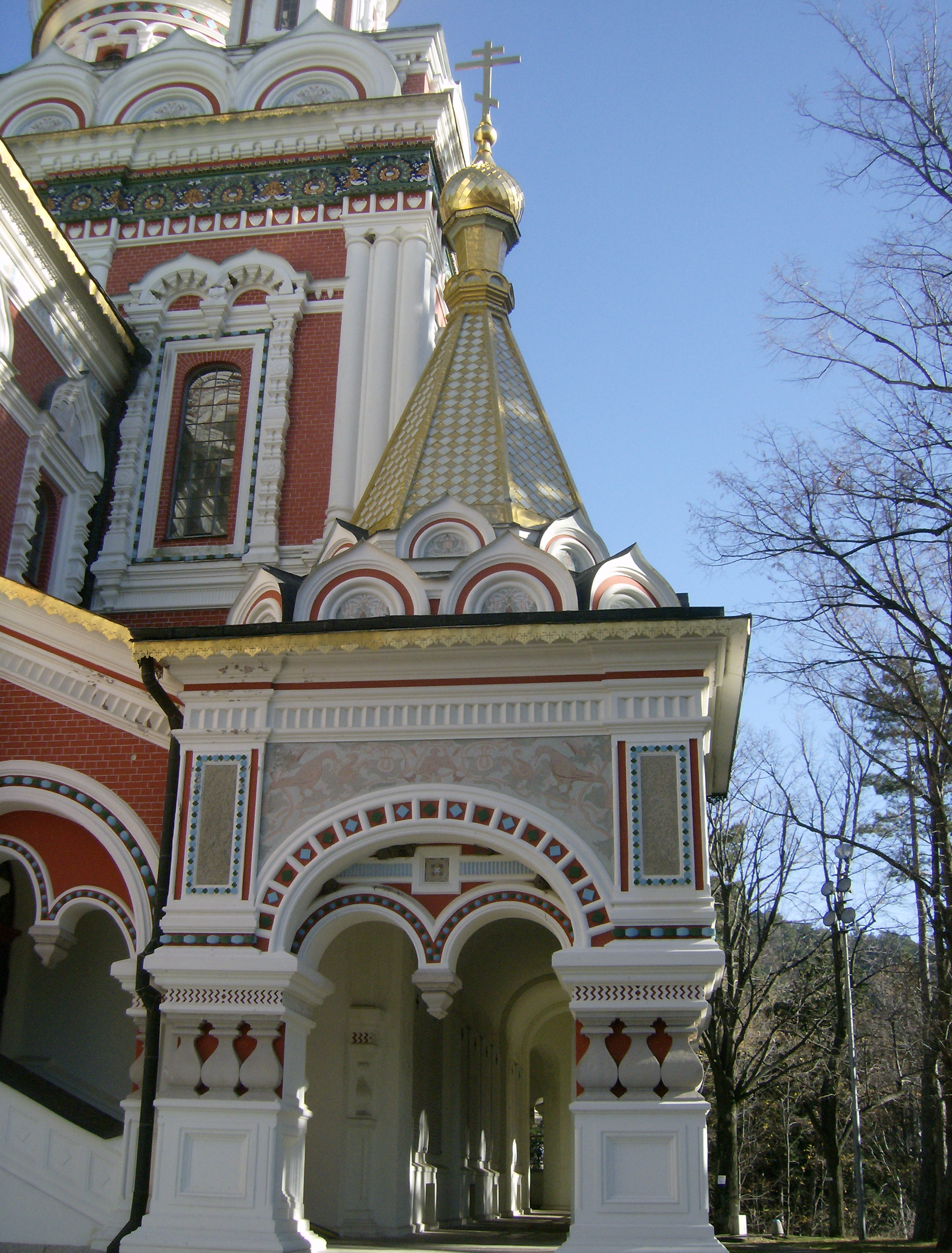
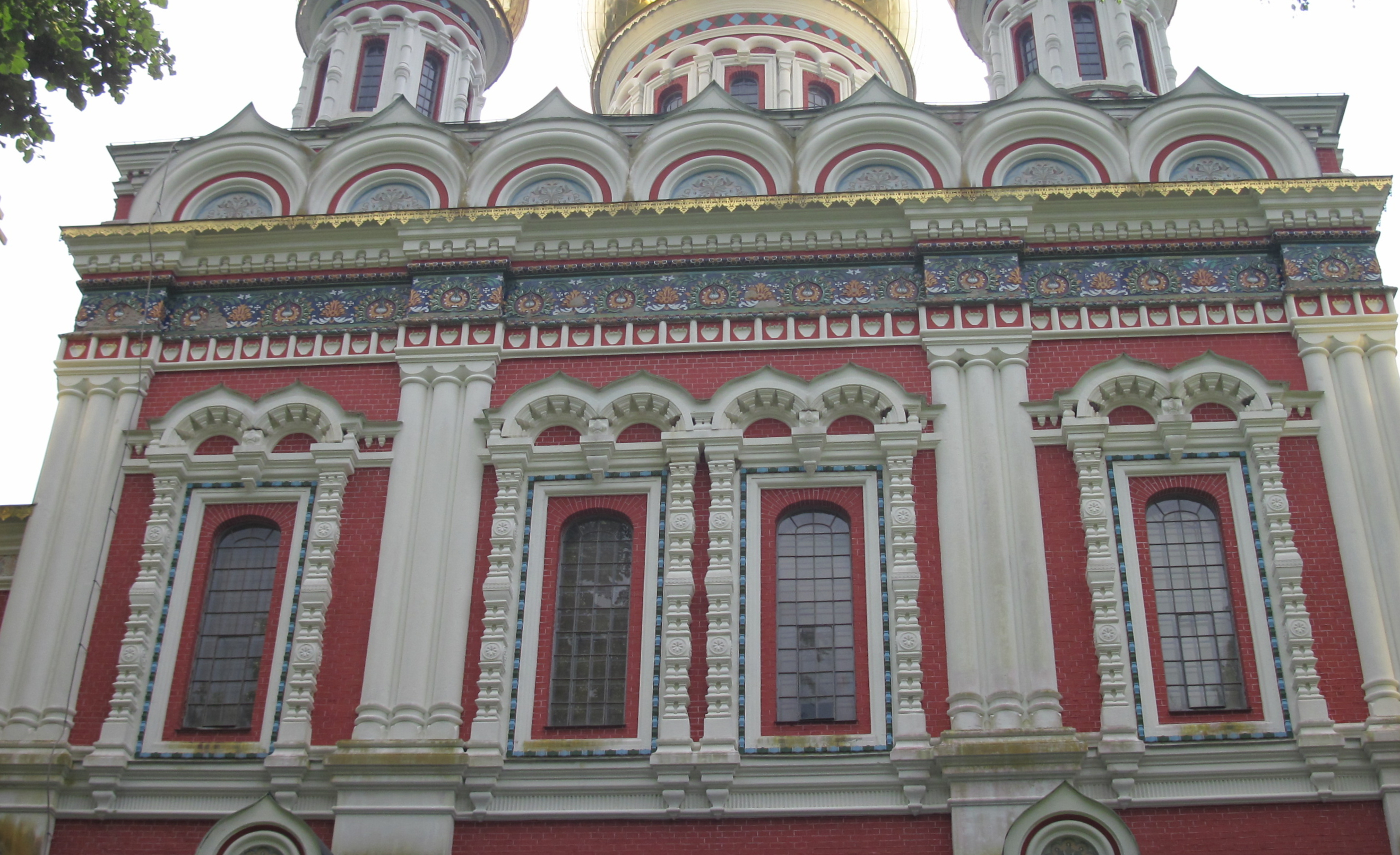
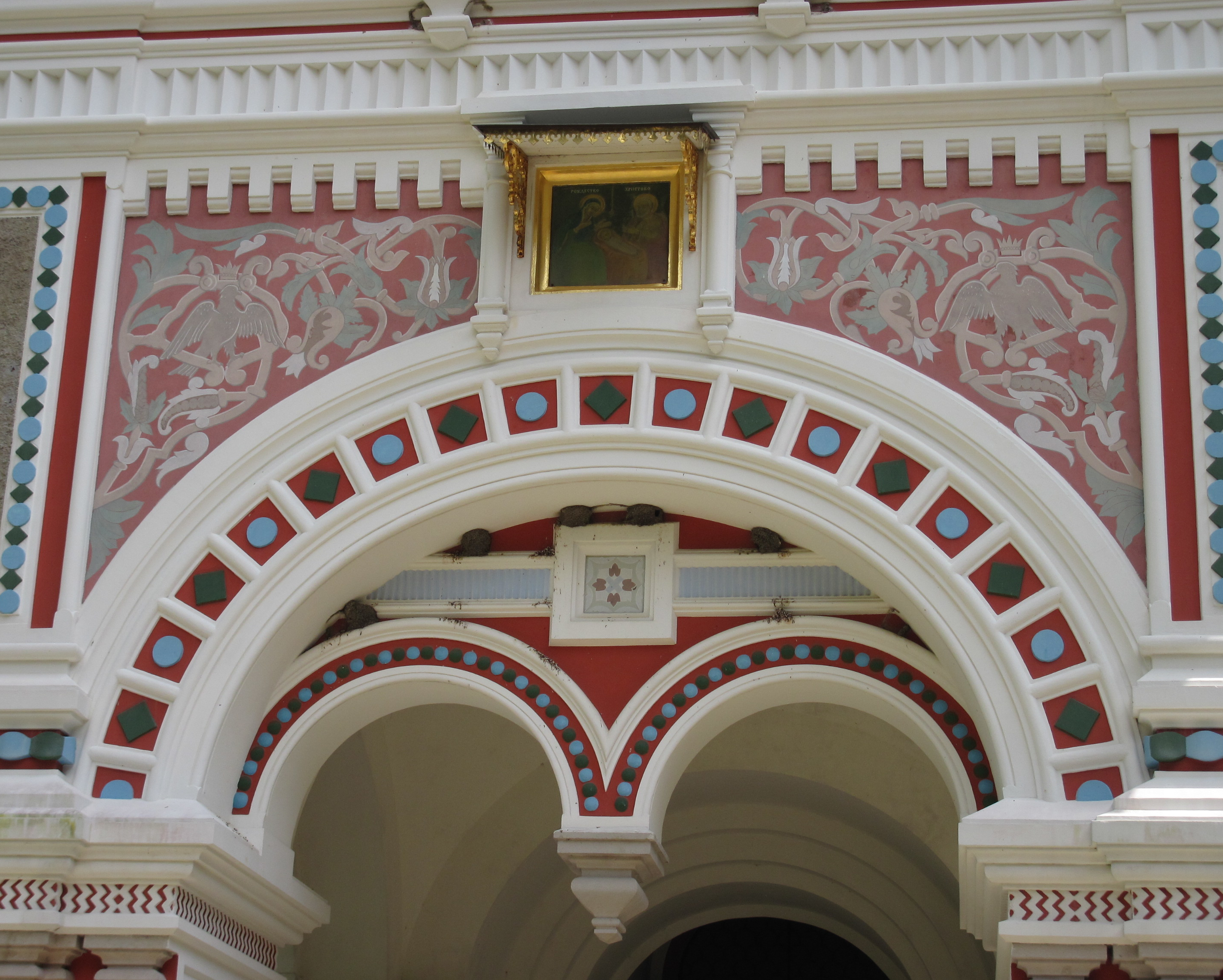
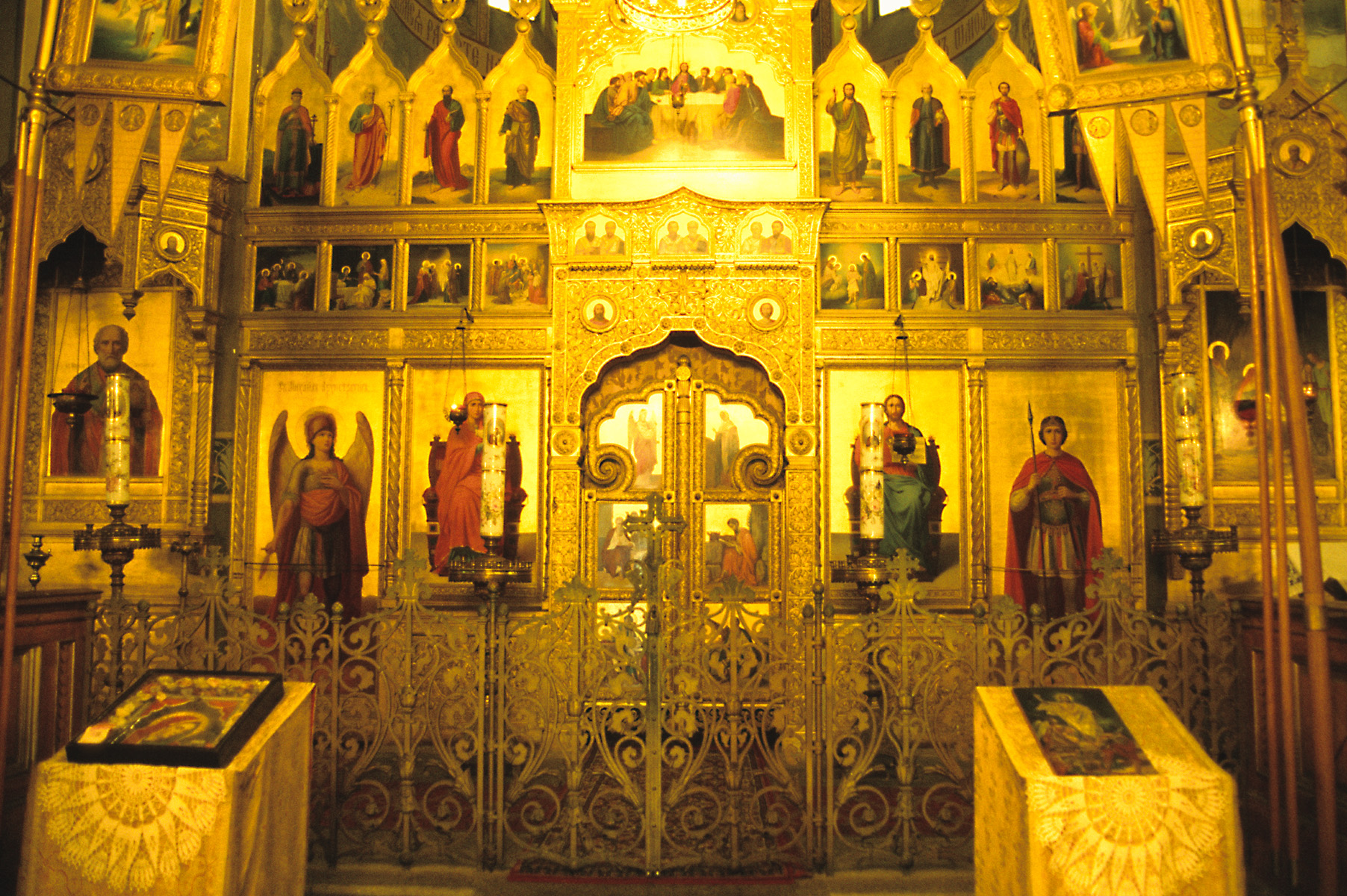
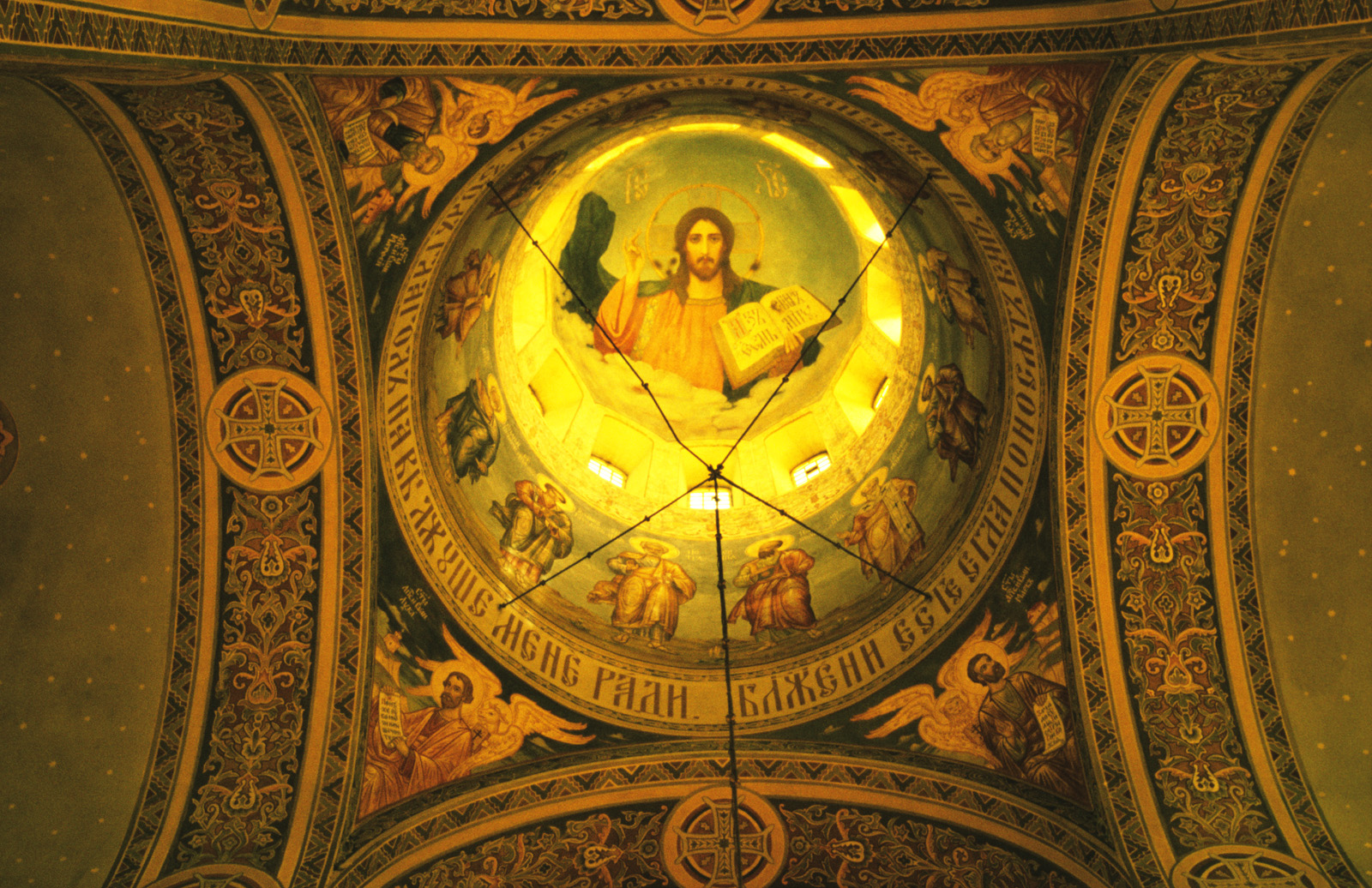

## Дивись  також
- Російська посольська церква (Софія)
- Храм-пам'ятник Олександра Невського
- Список пам'ятників росіянам в Болгарії
- Російське кладовище на Шипці